# Gorm
Gorm er et gammelt dansk drengenavn, afledt af det ældre Guttorm, som er mest udbredt i Norge og på Færøerne.
Guttorm er igen afledt af de norrøne navne Guttormr, Guðormr, Guðþormr, Goðþormr og *Goð-þormR. Navnet har urnordisk oprindelse, dannet af *Guða- = (gud) og *wurmaR (= orm, slange). 
Kun kortformen GórmR kendes fra runeindskrifter fra vikingtiden. Bare fem indskrifter kendes, så navnet har sandsynligvis ikke været udbredt. En af de første, man kender med navnet, er den norske barnekonge Guttorm Sigurdsson (1199–1204), søn af kong Sverre.  I middelalderen var Guttorm udbredt i Norge; flere end 220 forskellige personer med navnet er omtalt i Regesta Norvegica.  I starten af 1900-tallet blev Guttorm igen et populært drengenavn i Norge. 

## Kendte personer med navnet Gorm
- Gorm den Gamle, dansk konge i 10. århundrede.
- Gorm den Engelske, dansk sagnkonge.
- Gorm den Gamle (Æthelstan), engelsk sagnkonge.
- Gorm Boje Jensen, dansk læge (født 1944)
- Gorm Rasmussen, dansk forfatter.
- Gorm Toftegaard Nielsen, dansk professor.
- Hans-Georg Møller, dansk journalist med kaldenavnet "Gorm".
- Gorm Tortzen, klassisk filolog og forsker.
- Gorm Bretteville, norsk plastikkirurg og squashspiller (født 1939).

## Anden brug af navnet
Navnet Gorm er brugt i en række andre sammenhæng:
- Modstandsgruppen Gorm under Danmarks besættelse under 2. verdenskrig ledet af forfatteren Carlo Andersen.
- Flere danske skibe har båret navnet Gorm, se Gorm (skib).
- Gorm (panserskib) - et dansk panserskib.
- Gormfeltet - et oliefelt i Nordsøen.
- Stormen Gorm - en storm i november 2015.